# Télépopmusik
Télépopmusik est un groupe de musique français de trip hop et musique électronique.

## Biographie
Télépopmusik est né de la réunion de Stéphan Haeri, Christophe Hétier et Fabrice Dumont (ce dernier est aussi membre du groupe Autour de Lucie) en 1997.
Les membres de Télépopmusik ont en commun la passion des premiers compositeurs de musique électronique (voir le GRM). Leur premier enregistrement, Sonic 75, a reçu les honneurs de la profession et du public[réf. nécessaire].
Leur premier album Genetic World sort en 2001, porté par le succès de leur single Breathe.
Leur deuxième album Angel Milk sort en 2005.
Ce n'est que 15 ans plus tard que paraît Everybody Breaks the Line, leur troisième album.

## Discographie

### Albums
- 2001 : Genetic World
- 2005 : Angel Milk
- 2020 : Everybody Breaks the Line

### Maxis
- 2000 : Da Hoola
- 2001 : Breathe
- 2002 : Love Can Damage Your Health

### Compilations
- 2003 : The Catalogue of Télépopmusik

### Collaborations et participation dans d'autres médias
- Le groupe a participé à l'album One Trip/One Noise du groupe de rock français Noir Désir, remixant le titre Tostaky (le continent).
- Le titre Genetic World a été utilisé lors de la première saison de la série télévisée Nip/Tuck.
- Les titres Breathe et Dance Me font partie de la bande originale du film De battre mon cœur s'est arrêté.
- Le titre Ghost Girl a été utilisé en 2009 pour la publicité de la voiture Peugeot 308 CC.
- En 2009, le titre World Can Be Yours est utilisé pour les campagnes publicitaires de la compagnie aérienne Air France.
- Le titre Another Day de l'album Angel Milk a été utilisé dans le film Courir avec des ciseaux.
- Le titre Don't Look Back de l'album Angel Milk a été utilisé dans la série télévisée The L Word.
- Le titre Breathe de l'album Genetic World a été utilisé dans les publicités pour la Peugeot 307 SW, les produits cosmétiques Garnier et le café Carte Noire.
- De la même façon, Smile sera utilisé pour une publicité de la marque Jacques Vabre.